# René Alain
René Alain (* 7. August 1921 in Tuque; † 1. Februar 1968 in Montreal) war ein kanadischer Akkordeonist.
Alain arbeitete lange Zeit mit Isidore Soucy zusammen, zunächst im Trio Soucy (mit Fernando Soucy), später mit La famille Soucy. Außerdem nahm er auch mit Aldor Morin („oncle Adhémard“) zusammen auf. Er wirkte prägend auf eine ganze Generation von Akkordeonisten, deren bekanntester Philippe Bruneau ist. Neben einer Reihe von (45er und 78er) Singles wurden 7 LPs Alains veröffentlicht.

## Diskographie
- Les Princes du folklore mit oncle Adhémard (1958)
- Chansons à répondre mit Les Princes du folklore  und oncle Adhémard (1958)
- Carnaval à Québec mit Jacques Labrecque (1959)
- Tout l'monde «swing» mit Ovila Légaré, Les Princes du folklore und oncle Adhémard (1959)
- Hommage à René Alain, Le roi de l'accordéon à pitons, vol. 1 (1973)
- Hommage à René Alain, Le roi de l'accordéon à pitons, vol. 2 (1974)
- Catalogue «75», Fernando Soucy, Thérèse Rioux, René Alain (1975)

## Quelle
- Identitairs Québécois - René Alain

| Personendaten    | Personendaten            |
| ---------------- | ------------------------ |
| NAME             | Alain, René              |
| KURZBESCHREIBUNG | kanadischer Akkordeonist |
| GEBURTSDATUM     | 7. August 1921           |
| GEBURTSORT       | Tuque                    |
| STERBEDATUM      | 1. Februar 1968          |
| STERBEORT        | Montreal                 |